# Kluci a Guillaume, ke stolu!
Kluci a Guillaume, ke stolu! (v originále Les Garçons et Guillaume, à table !) je francouzsko-belgický hraný film z roku 2013. Film režíroval Guillaume Gallienne podle vlastního scénáře na základě své vlastní stejnojmenné divadelní hry. Film s životopisnými prvky popisuje mladíka, kterého celá rodina považuje za homosexuála. Guillaume Gallienne v něm hraje jak sám sebe v hlavní roli Guillauma, tak i svoji matku. Snímek měl světovou premiéru na Mezinárodním filmovém festivalu v Cannes 20. května 2013 v sekci Quinzaine des réalisateurs. Film se stal nejúspěšnějším filmem na 39. ročníku filmové ceny César, kde z 10 nominací získal pět ocenění. Navíc podruhé v historii ceny (21 let po filmu Noci šelem) byl jeden film oceněn jak Césarem za nejlepší film, tak Césarem za nejlepší filmový debut. Galienne rovněž sám získal 4 osobní ceny (nejlepší film, nejlepší filmový debut, nejlepší herec a nejlepší adaptovaný scénář), čímž se stal nejoceňovanějším filmařem během jediného večera vůbec. Film byl v Česku uveden v roce 2014 na filmovém festivalu Mezipatra.

## Děj
Guillaume pochází z bohaté rodiny. Zatímco jeho dva bratři sportují, Guillauma nebaví ani jízda na koni ani žádný kolektivní sport a nejraději tráví společnost s matkou, jejíž způsob mluvy a neverbální komunikace zkouší napodobovat. Večer si představuje, že je císařovnou Sissi. Během jeho puberty proto celá rodina usoudí, že je gay. Rodiče se ho rozhodnou poslat do internátní školy, nejprve francouzské, posléze do Anglie. Po škole není Guillaume ani odveden na vojnu. Guillaume nějak netuší, zda je homosexuál nebo by měl být spíš ženou, která miluje muže. Teprve když se zamiluje do ženy, zjistí, že do pozice homosexuála byl vmanipulován svou matkou. Rozhodne se svůj životní příběh zpracovat jako divadelní hru.

## Obsazení
| Guillaume Gallienne | Guillaume / jeho matka |
| André Marcon        | otec                   |
| Françoise Fabian    | Babou                  |
| Nanou Garcia        | Paqui                  |
| Renaud Cestre       | bratr s vlnitými vlasy |
| Pierre Derenne      | bratr s rovnými vlasy  |
| Carol Brenner       | teta                   |
| Brigitte Catillon   | teta z Ameriky         |
| Karina Marimon      | Pilar                  |
| Paula Brunet-Sancho | Maria                  |
| Charlie Anson       | Jeremy                 |
| Götz Otto           | Raymund                |
| Diane Krugerová     | Ingeborg               |
| Nicolas Wanczycki   | civilní psychiatr      |
| Hervé Pierre        | vojenský psychiatr     |
| Yvon Back           | učitel jezdectví       |
| Reda Kateb          | Karim                  |
| Oscar Copp          | Nicolas                |
| Xavier Lemaitre     | holič Marc             |
| Clémence Thioly     | Amandine               |

## Ocenění
- Art Cinema Award
- Prix SACD
- Festival amerických filmů v Deauville: Prix Michel-d'Ornano
- Festival frankofonních filmů v Angoulême: zlatá cena a cena publika
- Filmový festival v Sarlatu
- Mezinárodní festival frankofonních filmů v Namuru: cena za objev
- Festival frankofonních filmů v Tübingen-Stuttgartu: cena TV5 Monde
- Lumières: nejlepší filmový debut a nejlepší herec (Guillaume Gallienne)
- Étoile d'or du cinéma français: nejlepší filmový debut a nejlepší herec v hlavní roli (Guillaume Gallienne)
- César: nejlepší film (Guillaume Gallienne), nejlepší filmový debut (Guillaume Gallienne), nejlepší herec (Guillaume Gallienne), nejlepší adaptovaný scénář (Guillaume Gallienne) a nejlepší střih (Valérie Deseine), dále nominace v kategoriích nejlepší režie (Guillaume Gallienne, nejlepší herečka ve vedlejší roli (Françoise Fabian, nejlepší výprava (Sylvie Olivé), nejlepší kostýmy (Olivier Bériot) a nejlepší zvuk (Marc-Antoine Beldent, Loïc Prian, Olivier Dô Huu)
- Trophées francophones du cinéma: nejlepší herec (Guillaume Gallienne)